# Chris Savino
Christopher Mason Savino, detto Chris (Royal Oak, 2 ottobre 1971), è uno scrittore, fumettista e animatore statunitense noto per essere il creatore della serie animata A casa dei Loud. Savino ha lavorato anche a Ren & Stimpy, La vita moderna di Rocko, Il laboratorio di Dexter, Mucca e Pollo, Io sono Donato Fidato, Le Superchicche, Samurai Jack, Quella scimmia del mio amico, Kick Chiapposky - Aspirante stuntman, My Little Pony - L'amicizia è magica, Topolino e Johnny Test.
Savino è stato nominato per tre Primetime Emmy Awards, due Annie Awards e un Daytime Emmy Award. Nel maggio 2018 è stato sospeso per un anno dalla Animation Guild a causa delle accuse di molestie sessuali mosse da Nickelodeon (da cui era stato licenziato nell'ottobre 2017), le quali hanno portato all'interruzione della sua carriera nell'animazione. Da allora si occupa di letteratura.

## Biografia
Savino è nato e cresciuto a Royal Oak, Michigan, dove ha frequentato la Dondero High School. È il nono di dieci figli, avendo cinque sorelle e quattro fratelli. La sua più grande influenza nel mondo dell'animazione è stata Mighty Mouse: The New Adventures per via del modo in cui il suo stile di animazione si differenziava da quello delle altre serie animate degli anni '80.

## Carriera
Savino inizia la carriera nell'industria dell'animazione nel 1991, lavorando per Spümcø, Joe Murray Studio, Nickelodeon Animation Studios, Hanna-Barbera, Cartoon Network Studios e Disney Television Animation. Fu showrunner delle ultime due stagioni de Il laboratorio di Dexter, Le Superchicche, Gli amici immaginari di casa Foster e Quella scimmia del mio amico. Fu precedentemente anche sceneggiatore de Le tenebrose avventure di Billy e Mandy, Kick Chiapposky - Aspirante stuntman e Mickey Mouse. Nel giugno 2014, un suo cortometraggio realizzato per Nickelodeon, A casa dei Loud, ottenne il via libera per la realizzazione di una serie completa e debuttò il 2 maggio 2016.
Il 1° novembre 2019 Savino pubblicò il suo primo romanzo per bambini, Coal: A Cautionary Christmas Tale, tramite Amazon Publishing. Successivamente, nel dicembre dello stesso anno, pubblicò il primo capitolo della sua duologia di graphic novel Bigfoot & Gray.
Il 3 marzo 2020 pubblicò il suo primo libro di saggistica, una guida sul come sceneggiare cartoni animati, intitolata Writing Cartoons in 4 Acts (Or How I Learned to Stop Worrying and Love the Midpoint).
Dal 5 gennaio 2020 realizza le tavole domenicali For Brothers.

## Accuse di molestie sessuali
Il 17 ottobre 2017, il sito web di notizie sull'animazione, Cartoon Brew, rese noto che Nickelodeon aveva sospeso Savino dallo studio a causa di molteplici accuse di molestie sessuali nei suoi confronti e che voci sul comportamento inappropriato di Savino esistevano da «almeno un decennio». Almeno una dozzina di donne avevano accusato Savino di molestie sessuali, avances sessuali indesiderate e minacce di inserimento nella lista nera quelle colleghe che non avessero più accettato di avere rapporti consensuali con lui. Il 19 ottobre, venne confermato da un portavoce di Nickelodeon il licenziamento di Savino e che A casa dei Loud avrebbe continuato comunque la produzione senza Savino, il quale venne sostituito dallo story editor Michael Rubiner come produttore esecutivo e showrunner.
Il 23 ottobre Savino parlò per la prima volta dopo le accuse, dichiarando di essere «profondamente dispiaciuto» per le sue azioni. Il 30 maggio 2018 venne sospenso per un anno dalla Animation Guild. Come parte del patteggiamento con la Animation Guild, a Savino venne imposto di donare 4 000 dollari americani a un ente di beneficenza scelto dalla gilda, di completare 40 ore di servizio alla comunità, di sottoporsi a consulenza e di ottenere un certificato di formazione sulle molestie sessuali.
Le accuse e il processo di sospensione dal sindacato sono stati presentati in un segmento del marzo 2019 del late-night talk show statunitense Full Frontal with Samantha Bee intitolato "#MeToon", prodotto e animato da una troupe di sole donne, con interviste ad alcune delle animatrici coinvolte nella campagna di successo per la sospensione dal sindacato e a una delle presunte vittime.

## Vita privata
Nell'ottobre 2019, Savino ha dichiarato di essere un cristiano rinato.

## Filmografia

### Televisione
| Anno      | Titolo                                  | Direttore | Produttore | Scrittore | Animatore |
| --------- | --------------------------------------- | --------- | ---------- | --------- | --------- |
| 1991–1996 | The Ren & Stimpy Show                   | No        | No         | No        | Sì        |
| 1993–1996 | La vita moderna di Rocko                | No        | No         | No        | Sì        |
| 1995      | Baby Huey - Combinaguai                 | No        | No         | No        | Sì        |
| 1995      | Odio!                                   | No        | No         | No        | Sì        |
| 1996      | Il topo e il mostro                     | No        | No         | No        | Sì        |
| 1996–1997 | Hey, Arnold!                            | No        | No         | No        | Sì        |
| 1997–2001 | Catastrofici castori                    | Sì        | No         | No        | No        |
| 1997      | Space Goofs - Vicini, troppo vicini!    | No        | No         | No        | Sì        |
| 1997      | Duckman                                 | No        | No         | No        | Sì        |
| 1997–2003 | Il laboratorio di Dexter                | Sì        | Sì         | Sì        | Sì        |
| 1998      | Mucca e Pollo                           | No        | No         | No        | Sì        |
| 1998      | Io sono Donato Fidato                   | No        | No         | No        | Sì        |
| 1998–2005 | Le Superchicche                         | Sì        | Sì         | Sì        | Sì        |
| 2000      | What a Cartoon!                         | No        | No         | Sì        | Sì        |
| 2002–2003 | Samurai Jack                            | Sì        | No         | No        | No        |
| 2002      | Whatever Happened to... Robot Jones?    | No        | No         | No        | Sì        |
| 2003      | Le tenebrose avventure di Billy e Mandy | No        | No         | No        | Sì        |
| 2004–2007 | Gli amici immaginari di casa Foster     | Sì        | No         | Sì        | No        |
| 2005–2006 | Johnny Test                             | Sì        | Sì         | No        | Sì        |
| 2005–2008 | Teenage Robot                           | Sì        | No         | No        | No        |
| 2007–2008 | Quella scimmia del mio amico            | No        | No         | No        | Sì        |
| 2008      | Ni Hao, Kai-Lan                         | No        | No         | No        | Sì        |
| 2010–2012 | Kick Chiapposky - Aspirante stuntman    | Sì        | Sì         | Sì        | No        |
| 2010–2011 | My Little Pony - L'amicizia è magica    | No        | No         | Sì        | No        |
| 2013      | I corti di Topolino                     | Sì        | No         | Sì        | Sì        |
| 2015      | Blake sotto assedio!                    | No        | No         | Sì        | No        |
| 2016–2018 | A casa dei Loud                         | Sì        | Sì         | Sì        | Sì        |

### Film
| Anno | Titolo                                        | Direttore | Produttore | Scrittore | Animatore |
| ---- | --------------------------------------------- | --------- | ---------- | --------- | --------- |
| 1999 | Il laboratorio di Dexter - Viaggio nel futuro | No        | No         | Sì        | Sì        |
| 2001 | The Flintstones: On the Rocks                 | Sì        | No         | Sì        | Sì        |

## Riconoscimenti
| Anno | Premio                | Opera                                                 | Risultato   | Fonte         |
| ---- | --------------------- | ----------------------------------------------------- | ----------- | ------------- |
| 2000 | Annie Awards          | Le Superchicche (per "Finalmente a nanna")            | Candidato/a | [ 16 ]        |
| 2004 | Primetime Emmy Awards | Le Superchicche in un Natale incandescente            | Candidato/a | [ 17 ] [ 18 ] |
| 2006 | Primetime Emmy Awards | My Life as A Teenage Robot: Escape from Cluster Prime | Candidato/a |               |
| 2010 | Primetime Emmy Awards | Kick Chiapposky - Aspirante stuntman                  | Candidato/a |               |
| 2011 | Daytime Emmy Awards   | Kick Chiapposky - Aspirante stuntman                  | Candidato/a |               |
| 2012 | Annie Awards          | Kick Chiapposky - Aspirante stuntman                  | Candidato/a | [ 19 ]        |